# Дує (Польща)
Дує (пол. Duje) — село в Польщі, у гміні Барцяни Кентшинського повіту Вармінсько-Мазурського воєводства.
Населення — 46 осіб (2011).
У 1975-1998 роках село належало до Ольштинського воєводства.

## Демографія
Демографічна структура станом на 31 березня 2011 року:
|          | Загалом | Допрацездатний вік | Працездатний вік | Постпрацездатний вік |
| -------- | ------- | ------------------ | ---------------- | -------------------- |
| Чоловіки | 26      | 2                  | 18               | 6                    |
| Жінки    | 20      | 2                  | 10               | 8                    |
| Разом    | 46      | 4                  | 28               | 14                   |